# Madalena Sibila de Hesse-Darmstadt
Madalena Sibila de Hesse-Darmstadt (Darmstadt, 28 de abril de 1652 — Kirchheim unter Teck, 11 de agosto de 1712) foi uma regente do ducado de Württemberg de 1677 a 1692 e uma conhecida compositora de hinos barrocos.

## Família
Madalena Sibila era a filha mais velha do conde Luís VI de Hesse-Darmstadt e da duquesa Maria Isabel de Holsácia-Gottorp. Os seus avós paternos eram o conde Jorge II de Hesse-Darmstadt e a princesa Sofia Leonor da Saxónia. Os seus avós maternos eram Frederico III, Duque de Holsácia-Gottorp e a duquesa Maria Isabel da Saxónia.

## Infância
Madalena nasceu em Darmstadt mas, como perdeu a mãe ainda em criança, foi criada pela sua tia, Edviges Leonor de Holsácia-Gottorp, rainha da Suécia, em Estocolmo, onde se tornou muito religiosa.

## Casamento e descendência
Durante uma visita a Württemberg, Madalena ficou noiva do duque Guilherme Luís de Württemberg. A cerimónia realizou-se no dia 6 de novembro de 1673, em Darmstadt, e o casal teve os seguintes filhos:
1. Leonor Doroteia de Württemberg (1674-1683), morreu aos nove anos de idade;
2. Everarda Luísa de Württemberg (1675-1707);
3. Everardo Luís de Württemberg (18 de setembro de 1676 - 31 de outubro de 1733), duque de Württemberg, casado com a duquesa Joana Isabel de Baden-Durlach; com descendência;
4. Madalena Guilhermina de Württemberg (7 de novembro de 1677 - 30 de outubro de 1742), casada com o marquês Carlos III Guilherme de Baden-Durlach; com descendência.

## Vida em Württemberg
Seis meses depois do casamento, o duque Everardo III de Württemberg morreu, fazendo com que Madalena e Guilherme Luís subissem ao trono de Württemberg. Em 1677, também o seu marido morreu de ataque cardíaco, fazendo assim com que Sibila de vinte e cinco anos se tornasse duquesa reinante e regente do seu filho Everardo Luís que subiria ao trono em 1693, aos dezasseis anos de idade.
Apesar de ser piedosa e prudente em todas as suas decisões, Madalena era muito popular entre os seus súbditos. As suas crenças religiosas são bem visíveis nos hinos que escreveu, a maior parte dedicados ao protestantismo. Entre 1690 e 1692 trabalhou com o compositor Johann Pachelbel. Após a ascensão do seu filho ao trono, a duquesa retirou-se para o Castelo de Kirchheim, onde morreu.

## Genealogia
| Madalena Sibila de Hesse-Darmstadt | Pai: Luís VI de Hesse-Darmstadt       | Avô paterno: Jorge II de Hesse-Darmstadt              | Bisavô paterno: Luís V de Hesse-Darmstadt              |
| Madalena Sibila de Hesse-Darmstadt | Pai: Luís VI de Hesse-Darmstadt       | Avô paterno: Jorge II de Hesse-Darmstadt              | Bisavó paterna: Maria Isabel de Holstein-Gottorp       |
| Madalena Sibila de Hesse-Darmstadt | Pai: Luís VI de Hesse-Darmstadt       | Avó paterna: Sofia Leonor da Saxónia                  | Bisavô paterno: João Jorge I, Eleitor da Saxônia       |
| Madalena Sibila de Hesse-Darmstadt | Pai: Luís VI de Hesse-Darmstadt       | Avó paterna: Sofia Leonor da Saxónia                  | Bisavó paterna: Madalena Sibila da Prússia             |
| Madalena Sibila de Hesse-Darmstadt | Mãe: Maria Isabel de Holsácia-Gottorp | Avô materno: Frederico III, Duque de Holsácia-Gottorp | Bisavô materno: João Adolfo, Duque de Holsácia-Gottorp |
| Madalena Sibila de Hesse-Darmstadt | Mãe: Maria Isabel de Holsácia-Gottorp | Avô materno: Frederico III, Duque de Holsácia-Gottorp | Bisavó materna: Augusta da Dinamarca                   |
| Madalena Sibila de Hesse-Darmstadt | Mãe: Maria Isabel de Holsácia-Gottorp | Avó materna: Maria Isabel da Saxónia                  | Bisavô materno: João Jorge I, Eleitor da Saxônia       |
| Madalena Sibila de Hesse-Darmstadt | Mãe: Maria Isabel de Holsácia-Gottorp | Avó materna: Maria Isabel da Saxónia                  | Bisavó materna: Madalena Sibila da Prússia             |